# John J. Tolson

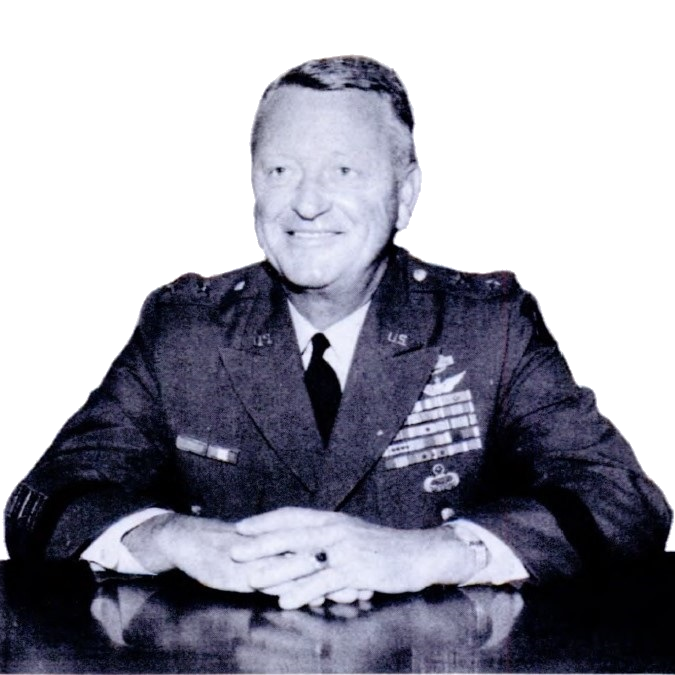
John Jarvis Tolson

John Jarvis Tolson III (* 22. Oktober 1915 in New Bern, Craven County, North Carolina; † 2. Dezember 1991 in Raleigh, North Carolina) war ein Generalleutnant der United States Army. Er war unter anderem Kommandeur der 1. Kavalleriedivision und des XVIII. Luftlandekorps.
John Tolson war ein Sohn von John Jarvis Tolson und dessen Frau Lillian Bartling. Er studierte zunächst an der University of North Carolina. In den Jahren 1933 bis 1937 durchlief er die United States Military Academy in West Point. Nach seiner Graduation wurde er als Leutnant der Infanterie zugeteilt. In der Armee durchlief er anschließend alle Offiziersränge vom Leutnant bis zum Drei-Sterne-General.
Im Lauf seiner militärischen Karriere absolvierte Tolson verschiedene Kurse und Schulungen. Dazu gehörten unter anderem die Chemical Warfare School, die Army Parachute School, wo er zum Fallschirmspringer ausgebildet wurde, das British Staff College in England, das United States Army War College und die Army Aviation School.
In seinen jüngeren Jahren absolvierte er den für Offiziere in den niederen Rangstufen üblichen Dienst in verschiedenen Einheiten und Standorten. Während des Zweiten Weltkriegs war er auf dem asiatischen Kriegsschauplatz als Fallschirmspringer eingesetzt. Er diente damals im 503. Fallschirmjägerbataillon und war unter anderem im Jahr 1945 an der Rückeroberung der Insel Corregidor beteiligt. Im weiteren Verlauf gehörte er für einige Zeit den Besatzungstruppen in Japan an. Zwischen 1946 und 1949 war er Dozent an der University of Alabama. Anschließend kommandierte er in Fort Bragg das 325. Luftlanderegiment, das der 82. Luftlandedivision unterstellt war.
Danach gehörte Tolson für einige Zeit dem Stab der 82. Luftlandedivision an, ehe er im Jahr 1952 nach Großbritannien versetzt wurde, wo er Verbindungsoffizier der amerikanischen Luftlandeeinheiten zu den entsprechenden britischen Kommandos war. Von 1953 bis 1955 gehörte er der Stabsabteilung G3 (Operationen) im Heeresministerium an. Danach war er bis 1959 stellvertretender Leiter der U.S. Army Aviation School. Anschließend kehrte er zum Heeresministerium zurück, wo er bis 1961 in der Abteilung für Heeresfliegerei tätig war, die ebenfalls Teil der Stabsabteilung G3 war. Daran schloss sich eine Versetzung nach Addis Abeba in Äthiopien an, wo er bis 1963 eine militärische Beratergruppe leitete.
Nach seiner Heimkehr wurde er ein weiteres Mal zum Heeresministerium versetzt, wo er bis 1965 die für die Heeresfliegerei zuständige Abteilung leitete (Director, Army Aviation, Office of the Assistant Chief of Staff of Force Development, Department of the Army). Anschließend kommandierte er bis 1967 das U.S. Army Aviation Center und die Army Aviation School in Fort Rucker in Alabama. Im März 1967 erhielt John Tolson das Kommando über die 1. Kavalleriedivision, mit der er im Vietnamkrieg eingesetzt war. Dieses Kommando behielt er bis zum August 1968. In diese Zeit fiel die nordvietnamesische Tet-Offensive an deren Abwehr auch Tolsons Division beteiligt war. Die Division war damals an vielen Gefechten in Vietnam beteiligt. Nach dem Ende seiner Zeit als Divisionskommandeur erhielt Tolson das Kommando über das XVIII. Luftlandekorps in Fort Bragg, womit gleichzeitig das Kommando über diesen Militärstandort verbunden war. Diesen Oberbefehl hatte er zwischen 1968 und 1971 inne. Danach war er bis 1973 stellvertretender Kommandeur des Continental Army Commands, eines Vorläufers des kurz danach entstandenen United States Army Forces Command. Anschließend schied John Tolson aus dem Militärdienst aus.
Nach seiner Pensionierung war er zwischen 1973 und 1977 Staatsminister für Verteidigung und Veteranenangelegenheiten der Staatsregierung von North Carolina (Secretary of the North Carolina Department of Military and Veterans Affairs). Im Jahr 1975 wurde er in die Army Aviation Hall of Fame aufgenommen. Er verbrachte seinen Lebensabend in Raleigh, wo er am 2. Dezember 1991 verstarb. Er wurde auf dem amerikanischen Nationalfriedhof Arlington beigesetzt.

## Orden und Auszeichnungen
John Tolson erhielt im Lauf seiner militärischen Laufbahn unter anderem folgende Auszeichnungen:
- Distinguished Service Cross
- Army Distinguished Service Medal
- Silver Star
- Legion of Merit
- Bronze Star Medal
- Distinguished Flying Cross
- Army Commendation Medal
- Air Medal
- Purple Heart